# Yūji Imamura
Yūji Imamura (jap. 今村裕二, Imamura Yūji; * um 1945) ist ein japanischer Jazz- und Fusion-Musiker (Schlagzeug, Perkussion, Conga, Djembe, Kalimba).
Yūji Imamura spielte ab Mitte der 1960er Jahre in der Tokioter Jazz- und Fusion-Szene; erste Aufnahmen entstanden 1967 mit Sadao Watanabe (Jazz Samba, u. a. mit Masabumi Kikuchi und Sadanori Nakamure). In den folgenden Jahren spielte er mit Shigeharu Mukai, im Terumasa Hino Quintett (Live, 1973),  Shuko Mizuno/Toshiyuki Miyama und Masaru Imada, ferner mit Musikern wie Kenji Mori, Hideto Kanai und Takao Uematsu in der Formation Tee & Company sowie mit einem eigenen Quintett (1975). Mit Nobuyoshi Ino bildete er die Fusion-Band Air (gleichnamiges Album 1977), mit Hiroshi Murakami, Renkichi Hayashi und Yasuo Shimura. Mit Mari Nakamoto und Tasuya Takahashis Orchester trat Imamura 1978 auf dem Montreux Jazz Festival auf. Ab den 1980er Jahren arbeitete er noch mit Hiroshi Fukumura und Michiko Yoshino; um 2007 nahm er ein Soloalbum auf (Beat from the Earth mit Teruo Goto). Im Bereich des Jazz war er zwischen 1967 und 2007 an 34 Aufnahmesessions beteiligt.